# Djordje Mihailovic
Djordje Aleksandar Mihailovic (* 10. November 1998 in Jacksonville, Florida) ist ein US-amerikanischer Fußballspieler serbischer Abstammung, der beim Toronto FC unter Vertrag steht. Der offensive Mittelfeldspieler ist seit Januar 2019 US-amerikanischer Nationalspieler.

## Karriere

### Verein
Djordje Mihailovic wurde in Jacksonville, Florida als Sohn des ehemaligen serbischen Fußballspielers Aleks Mihailovic, der in den Vereinigten Staaten unter anderem in der North American Soccer League spielte, und einer mazedonisch-stämmigen Mutter geboren. Er wurde früh an den Fußballsport herangeführt und begann seine Ausbildung bei Chicago Blast, wo sein Vater zu dieser Zeit unter Vertrag stand. Im Jahr 2013 wechselte er in die Nachwuchsabteilung von Chicago Fire, wo er zu einem der besten Spieler des Jahrgangs aufstieg. Insgesamt erzielte er in 66 Spielen für die Academy 41 Tore.
Im Jahr 2015 trainierte er erstmals mit der ersten Mannschaft und am 21. Januar 2017 unterzeichnete er als Homegrown Player seinen ersten professionellen Vertrag bei der MLS-Franchise. Am 11. März 2017 (2. Spieltag) debütierte er beim 2:0-Heimsieg gegen Real Salt Lake in der Major League Soccer, als er in der 93. Spielminute für Michael de Leeuw eingewechselt wurde. Im Spieljahr 2017 war er regelmäßig im Spieltagskader der ersten Mannschaft gelistet und wurde ab August 2017 auch immer häufiger in der Startformation eingesetzt. Am 28. September (31. Spieltag) erzielte er beim 4:1-Auswärtssieg gegen die San José Earthquakes mit 18 Jahren sein erstes Ligator. Nach 18 Ligaeinsätzen in seiner Rookie-Saison zog er sich im Playoffspiel gegen die New York Red Bulls am 26. Oktober 2017 einen Kreuzbandriss zu, weshalb er auch einen Großteil der darauffolgenden Spielzeit 2018 verpasste und erst Mitte August 2018 wieder auf das Spielfeld zurückkehrte. Anschließend eroberte er aber rasch wieder einen Stammplatz und absolvierte alle neun verbleibenden Ligaspiele nach seiner Rückkehr, in denen er ein Tor erzielte und drei weitere Treffer vorbereitete. In der nächsten Saison 2019 hielt er seinen Status als Stammspieler zunächst inne, rutschte aber im Juli 2019 aus der Startelf und beendete die Saison mit drei Toren und einer Vorlage in 27 Ligaeinsätzen. In der verkürzten Spielzeit 2020 sammelte er in 19 Ligaspielen zwei Treffer und sieben Assists.
Zur Saison 2021 wechselte er zum Ligakonkurrenten CF Montreal, wo er einen Dreijahresvertrag unterzeichnete. Dort wurde er ebenfalls zum Stammspieler. In seiner ersten Saison gewann er mit der Mannschaft die Canadian Championship und wurde selbst als MVP des Vereins ausgezeichnet, wobei ihm mit insgesamt 16 Torvorlagen ein Vereinsrekord gelang.
Nach Ende der Saison 2022 verließ er Montreal und wechselte im Januar 2023 zum niederländischen Erstligisten AZ Alkmaar. Nach knapp einem Jahr in der Eredivisie kehrte er in die MLS zurück und unterzeichnete einen Vertrag bei den Colorado Rapids, bei denen er in zwei Saisons 63 wettbewerbsübergreifende Einsätze mit 41 direkten Torbeteiligungen verzeichnen konnte. Im August 2025 wechselte Mihailovic innerhalb der Liga zum Toronto FC, bei dem er einen Vertrag bis 2028 unterzeichnete.

### Nationalmannschaft
Djordje Mihailovic spielte 2016 und 2017 bei internationalen Turnieren für die US-amerikanische U19-Nationalmannschaft. Im März 2019 absolvierte er zusätzlich zwei freundschaftliche Länderspiele für die U23.
Am 28. Januar 2019 debütierte Mihailovic in einem Testspiel gegen Panama für die A-Nationalmannschaft und erzielte beim 3:0-Sieg einen Treffer. Am 15. Juni desselben Jahres wurde er von Cheftrainer Gregg Berhalter als Ersatz für den verletzten Duane Holmes in den Kader der USA für den CONCACAF Gold Cup 2019 im eigenen Land nominiert. Beim Turnier kam er zu zwei Einsätzen in der Gruppenphase.